# Karur (Distrikt)
Der Distrikt Karur (Tamil: கரூர் மாவட்டம்) ist ein Distrikt des indischen Bundesstaates Tamil Nadu. Verwaltungszentrum ist die namensgebende Stadt Karur. Der Distrikt hatte bei der Volkszählung 2011 eine Fläche von 2.904 Quadratkilometern und rund 1,1 Millionen Einwohner.

## Geografie

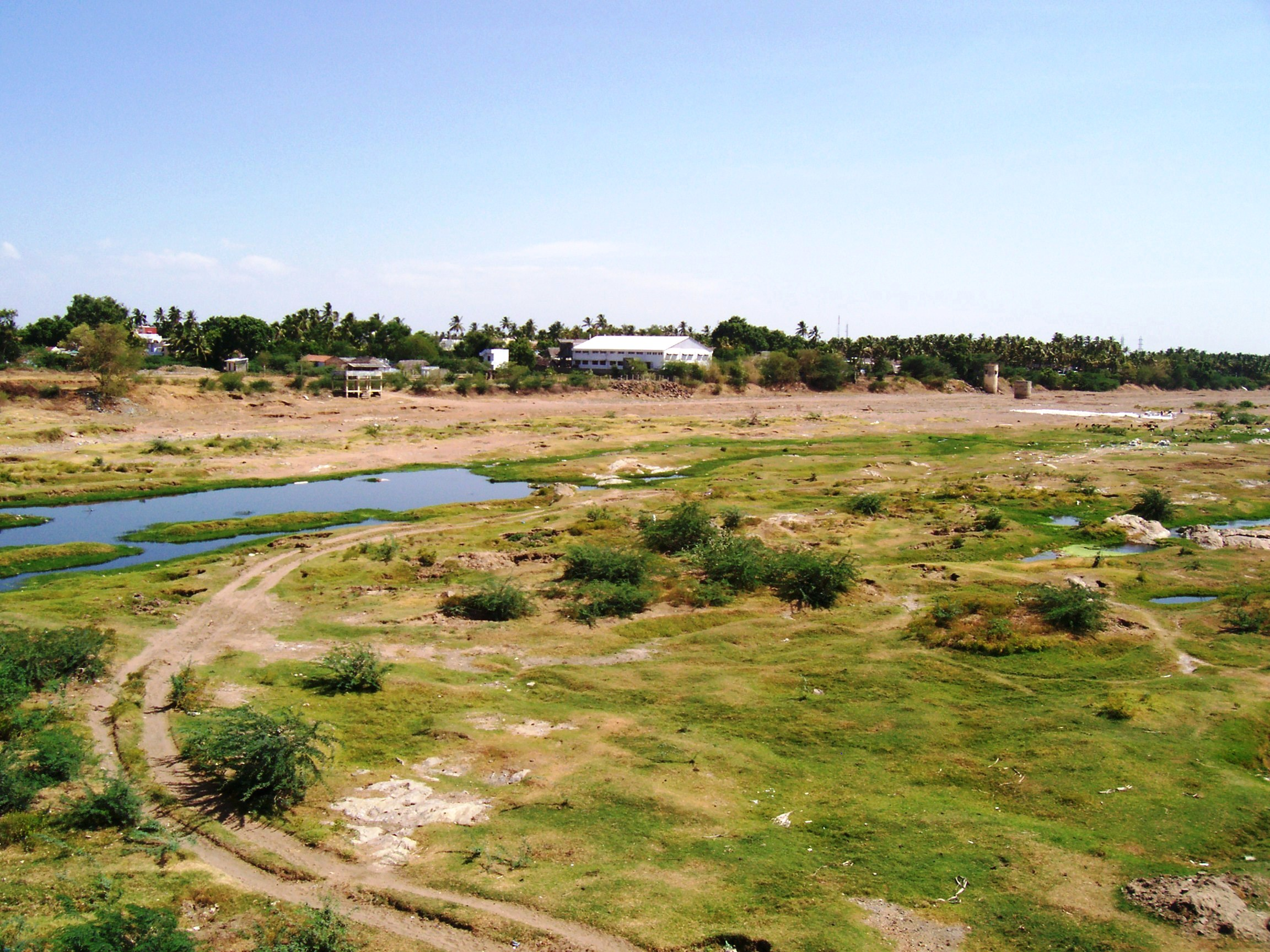
Das ausgetrocknete Flussbett des Amravathi während der Trockenzeit

Der Distrikt Karur liegt im Binnenland Tamil Nadus und gehört zur Region Kongu Nadu, welche die nordwestlichen Teile des Bundesstaates umfasst. Nachbardistrikte sind Namakkal im Norden, Tiruchirappalli im Osten, Dindigul im Süden, Tiruppur im Westen und Erode im Nordwesten.
Der Distrikt Karur hat eine Fläche von 2.904 Quadratkilometern. Im Norden bildet der Kaveri, der größte Fluss Tamil Nadus, die Grenze des Distrikts. Der periodisch wasserführende Amaravathi-Fluss durchfließt den Distrikt von Westen nach Osten und mündet flussabwärts von Karur in den Kaveri. Das Terrain ist größtenteils eben.
Im Distrikt Karur herrscht ein heißes semiarides Klima vor. Die Jahresmitteltemperatur in Karur beträgt 28,7 °C, das Jahresmittel des Niederschlages liegt bei 595 mm. Durch die Lage im Binnenland Tamil Nadus empfängt der Distrikt Karur während des Nordostmonsuns verhältnismäßig wenig Regenfälle; gleichzeitig schrimen die Westghats ihn gegen den Südwestmonsun ab. Daher ist das Klima trockener als in den meisten anderen Teilen Tamil Nadus. Die meisten Niederschläge fallen während des Nordostmonsuns im Oktober und November.

## Geschichte
In den ersten Jahrhunderten n. Chr. wurde das Gebiet des heutigen Distrikts Karur von der frühen Chera-Dynastie beherrscht. Die Chera-Hauptstadt Vanchi ist möglicherweise mit dem heutigen Karur identisch. Nach dem Niedergang der frühen Chera im 3. oder 4. Jahrhundert wurde das Gebiet von den Pandya, Pallava und Chola sowie später von Vijayanagar und der Nayaks beherrscht. Im 18. Jahrhundert kam das Gebiet unter die Kontrolle von Tipu Sultan, dem König von Mysore. Im Zweiten Mysore-Krieg eroberten die Briten 1783 Karur und machten es zu einem Teil Britisch-Indiens.
Das Gebiet des heutigen Distrikts Karur wurde in die Provinz Madras eingegliedert und gehörte anfangs zum Distrikt Coimbatore, ehe es 1910 dem Distrikt Trichinopoly (heute Tiruchirappalli) zugeschlagen wurde. Nach der indischen Unabhängigkeit kam das Gebiet an den Bundesstaat Madras, der 1969 in Tamil Nadu umbenannt wurde. Als eigenständiger Distrikt existiert Karur seit dem 30. September 1995, als der Distrikt Tiruchirappalli in die drei Distrikte Karur, Tiruchirappalli und Perambalur aufgeteilt wurde.

## Bevölkerung

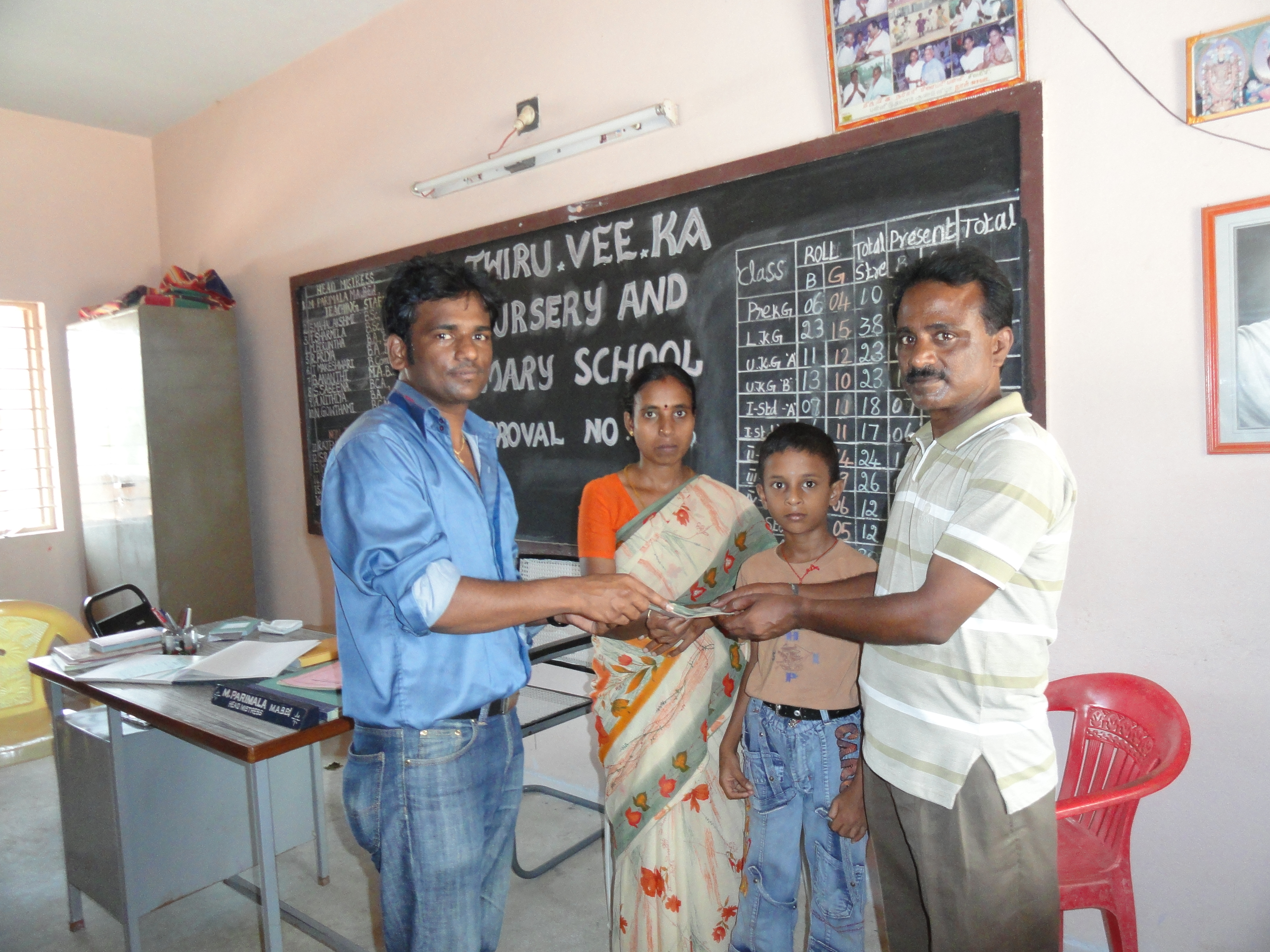
Einwohner des Distrikts in einer Schule in Karur

Bei der indischen Volkszählung 2011 hatte der Distrikt Karur 1.064.493 Einwohner. Die Bevölkerungsdichte lag mit 367 Einwohnern pro Quadratkilometer unter dem Durchschnitt Tamil Nadus (555 Einwohner pro Quadratkilometer). 41 Prozent der Bevölkerung des Distrikts Karur lebten in Städten. Der Urbanisierungsgrad war damit etwas niedriger als der Mittelwert des Bundesstaates (48 Prozent). 21 Prozent der Einwohner des Distrikts waren Angehörige registrierter niederer Kasten (Scheduled Castes). Die Alphabetisierungsquote lag mit 76 Prozent unter dem Durchschnitt Tamil Nadus (80 Prozent).
Unter den Einwohnern des Distriktes stellen die Hindus die große Mehrheit. Bei der Volkszählung 2011 machten sie 93 Prozent der Bevölkerung aus. Zum Islam bekannten sich 5 Prozent der Bevölkerung, während die Christen mit 1,5 Prozent nur eine kleine Minderheit bildeten. Die Hauptsprache im Distrikt Karur ist wie in ganz Tamil Nadu das Tamil. Bei der Volkszählung 2001 wurde es von 94 Prozent der Einwohner des Distrikts als Muttersprache gesprochen. Daneben gab es eine Minderheit von Sprechern des Telugu (5 Prozent).

## Wirtschaft
Der wichtigste Wirtschaftsfaktor im Distrikt Karur ist die Landwirtschaft. Dank der Flüsse Kaveri und Amravathi eignet sich das Gebiet gut für den Ackerbau. Fast die Hälfte des Distrikts besteht aus landwirtschaftlich genutzten Flächen. Im Jahr 2011 waren 85.872 Personen als Bauern (cultivators) und 200.837 als Landarbeiter (agricultural labourers) beschäftigt, was 15,8 bzw. 37,0 Prozent der arbeitenden Bevölkerung entsprach. Die Hauptanbauprodukte sind Reis, Sorghumhirse, Hülsenfrüchte, Ölsaaten, Zuckerrohr und Bananen. Von wirtschaftlicher Bedeutung sind ferner eine Papiermühle der Tamil Nadu News Print and Papers Ltd. (TNPL) in Pugalur und eine Zementfabrik in Puliyur.

## Verwaltungsgliederung

### Taluks
Der Distrikt Karur war 2022 in sieben Taluks (Subdistrikte) gegliedert: Karur, Aravakurichi, Manmangalam, Pugalur, Kulithalai, Krishnarayapruam und Kadavur.

### Städtische Siedlungen
Im Distrikt Karur gab es 2011 vier Städte mit eigener Stadtverwaltung (Municipalities), elf nach dem Panchayat-System verwaltete Kleinstädte (Town Panchayats) und vier Zensusstädte (Census Towns). Angegeben ist die Einwohnerzahl nach der Volkszählung 2011.
Municipalities
- Inam Karur (67.131)†
- Karur (70.980)
- Kulithalai (27.910)
- Thanthoni (53.854)†

Town Panchayats
- Aravakurichi (12.412)
- Krishnarayapuram (10.792)
- Marudur (10.925)
- Nangavaram (17.629)
- P. J. Cholapuram (7.484)
- Pallapatti (30.624)
- Puliyur (12.720)
- Punjai Thottakurichi (10.969)
- Punjaipugalur (23.408)
- TNPL Pugalur (5.556)
- Uppidamangalam (11.292)

Zensusstädte
- Andankoil East (19.779)
- Kadaparai (9.574)
- Minampalli-Pachamadevi (9.031)
- Senapiratti (22.447)†

†: Ende 2011 in die Municipality Karur eingegliedert.